# De la vie des marionnettes
Pour plus de détails, voir Fiche technique et Distribution.
De la vie des marionnettes (Aus dem Leben der Marionetten) est un téléfilm tourné en Allemagne par Ingmar Bergman en 1980. 

## Synopsis
Enfermé dans une maison close, un client tue la prostituée avec laquelle il devait passer la nuit. Le film reconstitue par fragments les jours qui précèdent et suivent ce crime, afin d'essayer d'en comprendre la raison.

## Commentaires
En 1980, Ingmar Bergman réside en RFA depuis quatre années. Le réalisateur a quitté la Suède à la suite de démêlés avec le Trésor public. Depuis, il se refuse à poser sa caméra dans son pays d'origine. Au demeurant, il est essentiellement occupé à créer des mises en scène au théâtre de la ville de Munich où il réside. Le premier film qu'il réalise dans son pays d'accueil, est l'Œuf du serpent (The Serpent's Egg, 1977). Le suivant, Sonate d'automne (Höstsonaten, 1978), est tourné à Oslo en Norvège.
L'auteur écrit un scénario intitulé Amour sans amants mais il ne trouve pas de financement. Il en reprend certains aspects pour son nouveau projet qui est De la vie des marionnettes. Contrairement à l'Œuf du serpent, le scénario et les dialogues sont écrits dès l'origine et entièrement en langue allemande dont Ingmar Bergman a acquis une maîtrise suffisante. Il s'agit d'un téléfilm créé pour la chaîne de télévision allemande ZDF. Le cinéaste a l'ambition de le tourner en noir et blanc mais le commanditaire insiste pour un format en couleurs, craignant que le téléspectateur change de chaîne. Ingmar Bergman décide alors de ne tourner que la première scène en couleurs. Alors qu'il débute en couleurs, le film passe brusquement au noir et blanc à la fin de la première séquence qui est celle du meurtre.
Le film prévu pour une diffusion télévisuelle sort aussi en salle. Ingmar Bergman le compte parmi ses films préférés.

## Fiche technique
- Titre : De la vie des marionnettes
- Titre original : Aus dem Leben der Marionetten
- Réalisation et scénario : Ingmar Bergman
- Photographie : Sven Nykvist
- Musique : Rolf Wilhelm
- Montage : Petra von Oelffen
- Production : Horst Wend-Landt et Ingmar Bergman
- Société de production: Personafilm (Munich)
- Pays d'origine : RFA
- Format : Noir et blanc et couleurs
- Genre : Drame
- Durée : 104 minutes
- Date de diffusion : 3 novembre 1980
- Date de sortie en salle : 7 novembre 1980 (USA)

## Distribution
- Robert Atzorn : Peter Egermann
- Christine Buchegger : Katarina Egermann
- Martin Benrath : Mogens Jensen
- Rita Russek : Ka
- Lola Muethel : Cordelia Egermann
- Walter Schmidinger : Tim
- Heinz Bennent : Arthur Brenner
- Ruth Olafs : l'infirmière
- Karl Heinz Pelser : le juge d'instruction
- Gaby Dohm : la secrétaire
- Toni Berger : le gardien